# One-Day Cup (Südafrika)
Der südafrikanische One-Day Cup ist der List-A-Cricket-Wettbewerb Südafrikas, der in unterschiedlichen Formaten seit der Saison 1981/82 ausgetragen wird.

## Mannschaften
Am Wettbewerb nehmen sechs Franchises Teil die die vorherigen Provinzteams ersetzten:
| Team                          | Provinzteams                                        | Heimstadion                           | Teilnahme seit |
| ----------------------------- | --------------------------------------------------- | ------------------------------------- | -------------- |
| Cape Cobras                   | Western Province, Boland                            | Newlands Cricket Ground               | 2004/05        |
| Dolphins                      | KwaZulu-Natal (seit 2010 auch KwaZulu-Natal Inland) | Kingsmead Cricket Ground              | 2004/05        |
| Eagles (seit 2010/11 Knights) | Griqualand West, Free State                         | Chevrolet Park, De Beers Diamond Oval | 2004/05        |
| Highveld Lions                | North West, Gauteng                                 | Wanderers Stadium, Senwes Park        | 2004/05        |
| Titans                        | Northerns, Easterns                                 | SuperSport Park                       | 2004/05        |
| Warriors                      | Eastern Province, Border                            | St George’s Park, Buffalo Park        | 2004/05        |

Bis 2004/2005 nahmen die folgenden Provinzteams an der Meisterschaft teil:
| Team             | vorherige Bezeichnungen                     |
| ---------------- | ------------------------------------------- |
| Boland           |                                             |
| Border           |                                             |
| Easterns         | Eastern Transvaal                           |
| Eastern Province |                                             |
| Free State       | Orange Free State                           |
| Gauteng          | Transvaal                                   |
| Griqualand West  | Kimberley                                   |
| KwaZulu-Natal    | Natal                                       |
| Northerns        | North Eastern Transvaal, Northern Transvaal |
| North West       | Western Transvaal                           |
| Western Province |                                             |

## Sieger
| - 2019/20 Lions & Dolphins - 2019/20 Dolphins - 2018/19 Titans - 2017/18 Dolphins & Warriors - 2016/17 Titans - 2015/16 Lions - 2014/15 Titans - 2013/14 Cape Cobras & Titans - 2012/13 Cape Cobras & Highveld Lions - 2011/12 Cape Cobras - 2010/11 Knights - 2009/10 Warriors - 2008/09 Titans - 2007/08 Titans |  | - 2006/07 Cape Cobras - 2005/06 Eagles - 2004/05 Eagles - 2003/04 Gauteng - 2002/03 Western Province - 2001/02 KwaZulu-Natal - 2000/01 KwaZulu-Natal - 1999/2000 Boland - 1998/99 Grinqualand West - 1997/98 Gauteng - 1996/97 Natal - 1995/96 Orange Free State - 1994/95 Orange Free State |  | - 1993/94 Orange Free State - 1992/93 Transvaal - 1991/92 Eastern Province - 1990/91 Western Province - 1989/90 Eastern Province - 1988/89 Orange Free State - 1987/88 Western Province - 1986/87 Western Province - 1985/86 Western Province - 1984/85 Transvaal - 1983/84 Natal - 1982/83 Transvaal - 1981/82 Transvaal |

## Sieger nach Team

### Provinz-Era
- Transvaal/Gauteng 7
- Western Province 5
- Natal/KwaZulu-Natal 5
- Orange Free State 4
- Eastern Province 2
- Boland 1
- Griqualand West 1

### Franchise-Era
- Titans 6 plus 1 geteilt
- Eagles/Knights 3
- Cape Cobras 2 plus 2 geteilt
- Lions 1 plus 3 geteilt
- Dolphins 1 plus 2 geteilt
- Warriors 1 geteilt